# 사일런스 (닥터 후)
본 문서의 이해를 돕기 위한 비자유 그림이 있습니다. 
링크의 파일을 직접 올려 주세요
사일런스(Silence)는 닥터후에 등장하는 외계 종교 집단이면서 생명체이다. 사일런스의 존재는 닥터 후 뉴 시즌 5 에피소드 1에서 0번 죄수가 언급하지만 실제로는 닥터 후 뉴 시즌 6 에피소드 1 "Impossible Astronaut"에서 첫 등장하였다.

## 개요
닥터 후 50주년 스페셜 "The Day of The Doctor"에서 닥터가 갈리프레이를 포켓 우주에 동결시켰으나 갈리프레이의 타임로드들은 시간의 틈을 이용해 원래 우주로 돌아오려고 하고 마침 '트렌잘로어'라는 행성에 존재하는 시간의 틈 너머가 갈리프레이와 이어져 있었다. 갈리프레이 에서는 시간의 틈 넘어의 트렌잘로어와 해당 우주 전역에 '닥터의 이름'을 묻는 'Doctor Who?'라는 메시지를 보냈다. 타임 로드들은 닥터의 본명을 알고있고, 해당 질문에 진짜 닥터의 이름이 답해지면 타임 로드들은 그곳이 자기들이 원래 있던 우주란 것을 확신할 수 있고 그 우주로 돌아오려는 것.
하지만 당시 메시지를 받은 트렌잘로어의 상공에는 수많은 종족들의 우주선이 있었고 타임 로드가 돌아오게 된다면 우주 전역에 엄청난 전쟁이 다시 재발할 것을 우려한 미래의 종교이자 거대 군사조직인 '교황 메인프레임(Papal Mainframe)의 마담 코바리안은 '닥터의 이름'을 답할 수 있는 유일한 인물인 닥터를 죽이기 위해 닥터의 타임라인을 거슬러 올라가 닥터를 죽이는 임무를 맡을 집단을 꾸몄다.
사일런스에서도 타임머신을 가지고 있어 자유로운 시간 여행이 가능하다. 닥터를 죽이기 위한 계획의 첫 번째 단계로 임신 중인 에이미 폰드를 납치하여 '플레시'라는 정신을 공유하는 복제 인간으로 바꿔치기 한 후 진짜 에이미 폰드는 52세기 데몬스 런에서 딸인 '멜로디 폰드'를 출산한 후 빼앗긴다. 에이미 폰드가 임신중일 당시 타디스에 타임 볼텍스의 영향으로 태아에 DNA에 영향이 가 멜로디 폰드는 반쯤 타임로드인 상태였다.
사일런스는 닥터를 죽이기 위한 계획의 일환으로 우주복이 필요했으며, 전 인류에 걸쳐 '암시 능력'을 이용해 인류가 달에 가기 위한 연구를 하게 만들고 그 결과 인간이 만들어낸 우주복을 훔쳐 각종 최신 과학기술력을 탑재하여 개조한다. 하지만 사일런스가 "인간은 우릴 보고있을 때만 죽일 수 있다." 라고 말한 장면을 닥터가 아폴로 우주선의 송신 장치에 붙여놓아 아폴로 우주선이 달 착륙할 때 TV 화면을 보고있던 전 세계 사람들에게 '사일런스를 죽여라'라는 암시가 걸리고 그 결과 사일런스는 1969년을 기점으로 더 이상 인류에게 암시를 하지 못하게 되었다.
멜로디 폰드를 빼앗은 사일런스는 멜로디 폰드를 1900년대의 한 고아원에서 자라게 한 후 어린아이 때부터 해당 우주복을 이용해 지속적인 훈련을 시켰다. 우주선은 스스로 움직이는 형태이며 탑승자가 있더라도 강제로 움직이는 형식으로 멜로디 폰드는 우주복에 있는 기능을 이용해 당시 미국에 대통령에게 살려달라는 요청을 하지만 구출되지 못하였고 스스로의 힘으로 우주복을 뚫고 나오고 이후 재생성하여 흑인 여성의 모습으로 바뀐다. 멜로디 폰드는 닥터의 이야기, 자신이 시간 여행을 했다는 것과 자신의 엄마가 에이미 폰드란 사실을 알고 있었으며 흑인 여성의 모습이 되었을 때 '멜스'라는 가명을 쓰면서 자신의 엄마와 아빠인 에이미 폰드와 로리 윌리엄즈 곁에서 어린 시절부터 성인이 될 때까지 소꿉친구로 있는다. '멜스'가 성인인 시절 히틀러가 쏜 총에 맞고 금발의 곱슬 머리 여성으로 재생성 하게 되고 '리버송'으로 살아가게 된다.
사일런스는 고고학자 교수로 살아가고있는 '리버송'을 다시한번 납치해 우주복에 강제로 태워 리버송이 대신 닥터를 죽이도록 한다.
하지만 사일런스의 계획은 실패했으며 교황 메인프레임은 사일런스와 닥터가 함께 트렌잘로어 행성을 지키게 한다. 하지만 달렉에 의해서 교황 메인프레임과 사일런스는 침략당한다.

## 외계인
DNA 조작을 통해 '기억 면역'을 가지게 된 외계인으로 보고 있을 때는 기억할 수 있지만 시야에서 사라질 때 방금 보고 있었다는 걸 잊어버리게 만든다. 사일런스를 찍은 사진이나 홀로그램에도 같은 효과가 나타나지만 그림에는 효과가 없다. 또 기억을 지우는 것도 '보고있던 순간'의 기억만 단편적으로 지우는 것이지 사일런스 라는 존재 자체의 대한 정보를 지우는 것은 아니며, 다시 한번 사일런스를 봤을 때 (그 순간만) 지워졌던 기억을 되찾는다.
'안구 드라이버'라는걸 눈에 착용하면 사일런스를 기억할 수 있다. 따라서 같은 팀인 사일런스의 멤버들은 전원 안구 드라이버를 착용하고 있다. (얼굴 없는 수도승이나 군사 조직은 사일런스와 '동맹'일 뿐 사일런스의 멤버는 아니기에 안구 드라이버는 착용하지 않는다.)

## 종교 집단
종교 집단인 '사일런스(The Silence)'는 '사일런스(silents) (외계인)'과 인간 멤버로 이루어진 종교 집단이며, 그 중 리더인 '마담 코바리안'은 원래부터 군사 조직의 리더이기도 해서 마담 코바리안의 군사 조직과 얼굴 없는 수도승 등등 그의 동맹 조직도 사일런스와 동맹을 맺고 있다.

### 멤버 및 동맹
- 사일런트 (외계인)
- 타샤 렘[3]
- 마담 코바리안
- Gideon Vandaleur[7]
- Gantok[7]
- 데몬스 런 (군사 기지)[4]
- 교회 (군사 조직)[4]
- 얼굴 없는 수도승[4]
- 교황의 메인 프레임 포함 다수의 교회[3][4]